# Dichaetomyia gentilis
Dichaetomyia gentilis är en tvåvingeart som beskrevs av Zielke 1971. Dichaetomyia gentilis ingår i släktet Dichaetomyia och familjen husflugor. Inga underarter finns listade i Catalogue of Life.